# Jeanne Louault
Jeanne Louault née Jeanne Marie Édith Durand le 15 juillet 1912 à Chédigny (Indre-et-Loire) et morte le 6 novembre 2011 dans la même commune, est une agricultrice catholique Juste parmi les Nations.
Elle figure parmi la liste des Justes de l'Indre-et-Loire pour avoir caché Ernest et François Braunschweig dans sa ferme.
Par ailleurs, elle est la mère de l'homme politique Pierre Louault.

## Biographie

### Histoire familiale
Jeanne et son mari Bernard Louault vivent à un peu plus de 4 km de la ligne de démarcation — elle passe sur la commune de Reignac-sur-Indre — au lieu-dit Norçay sur la commune de Chédigny. Ils ont alors quatre enfants et co-habitent avec les grands-parents paternels. Toute la famille a souffert des conséquences des guerres successives : le père de Jeanne est mort au front la veille de l'armistice de 1918, sa grand-mère a vécu la guerre de 1870, et son fils est mobilisé.  

### Soutien aux frères Braunschweig
En mars 1942, le couple accueille Ernest Braunschweig et son frère François. Ils ont 18 et 19 ans respectivement et sont réfugiés en France, ayant fui l'Allemagne en 1938 à la suite de la Nuit de Cristal et de la rafle de leur père, envoyé à Dachau. Leur frère démobilisé de la Légion étrangère travaille dans une ferme, et la mère et la sœur sont cachées dans les environs, à l'orée des bois de Reignac en zone libre. 
Le couple engage les deux frères durant 18 mois, mais ils sont dénoncés et la Gestapo vient les arrêter. François s'enfuit en sautant par la fenêtre, et Ernest s'échappe du camion pendant son transfert. Le couple cache François quelques jours et l'envoie chez leur ami, M. Prouteau. Il rejoint son frère Ernest dans la Résistance, jusqu'en mai 1945, dans le 32e régiment d'infanterie basé à Loches (ils participèrent au combat sur le front de la poche de Saint-Nazaire). Les deux frères restent ensuite en contact étroit avec la famille Louault.

## Distinctions et hommages

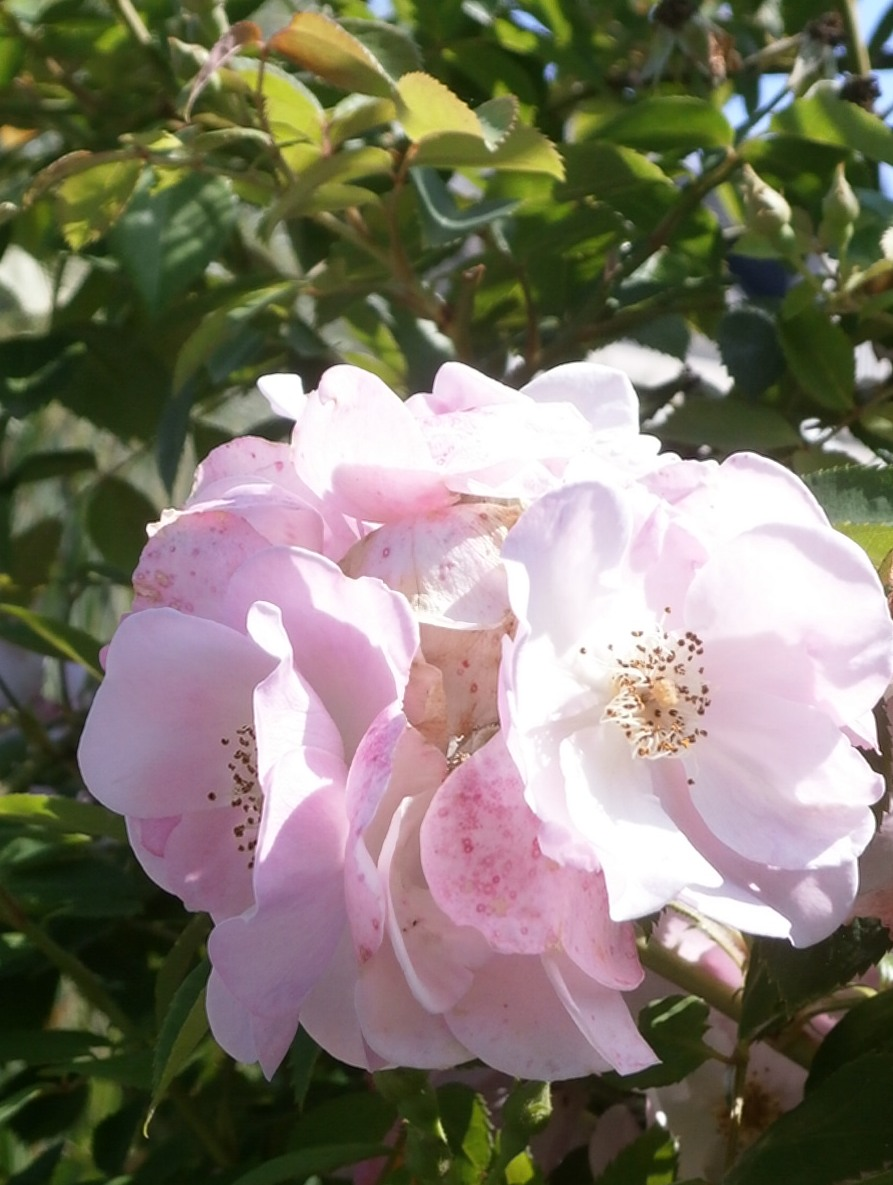
Rose 'Jeanne de Chédigny'.

Jeanne Louaut ainsi que son mari reçoivent le titre de Juste le 6 mai 2002,.  
En 2007 elle est nommée au grade de chevalier de la Légion d'honneur au titre de son action de Juste.  
En 2011, à l'occasion du Festival des roses de Chédigny, la rose Jeanne de Chédigny est baptisée d'après son prénom pour lui rendre hommage,,.